# أداما
أداما هي منطقة في إثيوبيا، تقع في إقليم أوروميا، بلغ عدد سكانها 324,000  نسمة وذلك حسب إحصائيات سنة 2015.

## المناخ
يظهر الجدول التالي التغييرات المناخية على مدار السنة لأداما:
| البيانات المناخية لـأداما                    | البيانات المناخية لـأداما | البيانات المناخية لـأداما | البيانات المناخية لـأداما | البيانات المناخية لـأداما | البيانات المناخية لـأداما | البيانات المناخية لـأداما | البيانات المناخية لـأداما | البيانات المناخية لـأداما | البيانات المناخية لـأداما | البيانات المناخية لـأداما | البيانات المناخية لـأداما | البيانات المناخية لـأداما | البيانات المناخية لـأداما |
| الشهر                                        | يناير                     | فبراير                    | مارس                      | أبريل                     | مايو                      | يونيو                     | يوليو                     | أغسطس                     | سبتمبر                    | أكتوبر                    | نوفمبر                    | ديسمبر                    | المعدل السنوي             |
| -------------------------------------------- | ------------------------- | ------------------------- | ------------------------- | ------------------------- | ------------------------- | ------------------------- | ------------------------- | ------------------------- | ------------------------- | ------------------------- | ------------------------- | ------------------------- | ------------------------- |
| متوسط درجة الحرارة الكبرى °م (°ف)            | 27.0 (80.6)               | 28.1 (82.6)               | 29.6 (85.3)               | 30.1 (86.2)               | 30.5 (86.9)               | 29.6 (85.3)               | 24.4 (75.9)               | 26.1 (79.0)               | 27.5 (81.5)               | 27.9 (82.2)               | 26.7 (80.1)               | 25.7 (78.3)               | 27.8 (82.0)               |
| المتوسط اليومي °م (°ف)                       | 19.2 (66.6)               | 20.4 (68.7)               | 21.9 (71.4)               | 22.6 (72.7)               | 22.5 (72.5)               | 22.4 (72.3)               | 18.4 (65.1)               | 20.6 (69.1)               | 21.1 (70.0)               | 20.1 (68.2)               | 18.7 (65.7)               | 18.1 (64.6)               | 20.5 (68.9)               |
| متوسط درجة الحرارة الصغرى °م (°ف)            | 11.4 (52.5)               | 12.8 (55.0)               | 14.3 (57.7)               | 15.2 (59.4)               | 14.6 (58.3)               | 15.3 (59.5)               | 12.5 (54.5)               | 15.1 (59.2)               | 14.7 (58.5)               | 12.3 (54.1)               | 10.8 (51.4)               | 10.6 (51.1)               | 13.3 (55.9)               |
| الهطول مم (إنش)                              | 11 (0.4)                  | 22 (0.9)                  | 45 (1.8)                  | 58 (2.3)                  | 43 (1.7)                  | 74 (2.9)                  | 201 (7.9)                 | 210 (8.3)                 | 101 (4.0)                 | 24 (0.9)                  | 13 (0.5)                  | 7 (0.3)                   | 809 (31.9)                |
| متوسط الأيام الممطرة (≥ 1 mm)                | 0                         | 0                         | 2                         | 2                         | 4                         | 7                         | 15                        | 14                        | 10                        | 3                         | 1                         | 0                         | 58                        |
| المصدر #1: Climate-Data.org, altitude: 1618m |                           |                           |                           |                           |                           |                           |                           |                           |                           |                           |                           |                           |                           |
| المصدر #2: Storm247 for rainy days           |                           |                           |                           |                           |                           |                           |                           |                           |                           |                           |                           |                           |                           |

## مدن توأم
المدن التوأم:
- سيواس.

## أعلام
- سيفان حسن